# Nakina Air Service
Nakina Air Service Ltd., діюча як Nakina Air Service — невелика чартерна авіакомпанія зі штаб-квартирою в місті Грінстоун, провінція Онтаріо, Канада.

## Флот
Станом на грудень 2009 року повітряний флот авіакомпанії Nakina Air Service становили такі літаки: